# Gilda Langer
Pour les articles homonymes, voir Langer.
Gilda Langer (née le 16 mai 1896 à Oderfurt (Přívoz), morte le 31 janvier 1920 à Berlin) est une actrice autrichienne du cinéma muet.

## Biographie
Gilda Langer nait en 1896 en Autriche-Hongrie. Vers 1915 elle rencontre le scénariste Carl Mayer à Vienne. Il l'emmène à Berlin où elle est engagée au Residenztheater en 1917 comme actrice. Elle fait ses débuts l'année suivante au cinéma dans Das Rätsel von Bangalor de Alexander Antalffy et Paul Leni dans le rôle de la fille du gouverneur aux côtés de Conrad Veidt et Harry Liedtke. Elle obtient alors un contrat avec la société de production cinématographique Decla Film, où Fritz Lang est également sous contrat. Ensemble, ils tourneront trois films la même année.  
Carl Mayer et Hans Janowitz ont écrit le scénario de Das Cabinet des Dr. Caligari.  Gilda Langer obtient le premier rôle. Decla achète le scénario et le tournage débute en 1920. La même année, Gilda se fiance avec le réalisateur Paul Czinner. Elle tombe gravement malade. Le médecin lui diagnostique la grippe espagnole qui s'est transformée en infection pulmonaire. Elle meurt subitement. Sa tombe se trouve dans le Südwestkirchof Stahnsdorf près de Berlin.  

## Filmographie
- 1917 : Das Rätsel von Bangalor
- 1918 : Ringende Seelen
- 1919 : Le Maître de l'amour  (Der Herr der Liebe)
- 1919 : La Métisse
- 1919 : Les araignées - Le lac d'or
- 1919 : Die Frau mit den Orchideen, réalisé par Otto Rippert
- 1920 : Die Spinnen 2. Teil : Das Brillantenschiff